# M53/59 Praga
Praga PLDvK 53/59 „Ještěrka” (Jaszczurka) – podwójnie sprzężone samobieżne działo przeciwlotnicze, opracowane w latach 1950 w Czechosłowacji, na zmodyfikowanym podwoziu ciężarówki Praga V3S.